# Стенковий Павло Макарович
Павло Макарович Стенковий (9 лютого 1918, місто Владивосток) - український радянський і політичний діяч.

## Біографія
Народився 9 лютого 1918 року в родині залізничника. У 1937 році закінчив Владивостоцький суднобудівний технікум.
У 1937-1939 роках — конструктор в Далекосхідному державному пароплавстві. У 1939-1951 роках — конструктор, начальник бюро, начальник цеху, відділу на заводі № 202 Міністерства суднобудівної промисловості. У 1951-1954 роках — начальник відділу інструментального цеху, начальник відділу праці та зайнятості на заводі імені Орджонікідзе міста Севастополя. 
У 1954-1967 роках — 1-й секретар Корабельного районного комітету КПУ міста Севастополя. У 1957-1963 роках — секретар, 2-й секретар Севастопольського міського комітету КПУ.
З 1963 по 1973 — голова виконавчого комітету Севастопольської міської Ради депутатів трудящих.
У 1968 році закінчив заочно Вищу партію школу при ЦК КПРС.
У 1973—1982 роках — заступник начальника Головного управління Азово-Чорноморського району.
З 1982 року — на пенсії.
Член Ради старійшин міста Севастополя при Севастопольській міській державній адміністрації.

## Прикра помилка
Павло Макарович Стенковий, був головою десять років з 1963 по 1973 рр., в книзі «Севастополь на межі тисячоліть» і на стінці у вестибюлі Севастопольської МДА зазначено вісім років: 1965-1973. 
Павло Макарович неодноразово звертався до керівництва СМДА з пропозицією виправити прикру помилку, але виправляти її ніхто не поспішає. В свої 92 роки, він більше не хоче щось доводити. У 2010 році вийшов зі складу ради старійшин при Севастопольській міськдержадміністрації.

## Нагороди
- ордени
- медалі
- Почесна грамота Президії Верховної Ради Української РСР (1.03.1968)